# NEXUS 4／SHINE
「NEXUS 4／SHINE」是L'Arc〜en〜Ciel的第35張單曲。2008年8月27日發行。

## 簡介
距離上1張雙A面單曲「NEO UNIVERSE／finale」相隔8年7個月，成軍後第3張雙A面單曲。

## 收錄曲
1. NEXUS 4
2008年巡迴演唱會「TOUR 2008 L'7 〜Trans ASIA via PARIS〜」日本場次率先曝光。「NEXUS 4」的NEXUS是機器人的名字或是意味羈絆的意思，4則是代表4位團員。原本有更長的前奏，但製作中途修剪掉了。
2. SHINE
日本動畫『精靈守護者』主題曲。
3. NEXUS 4 (hydeless version)
4. SHINE (hydeless version)

## 收錄專輯
原創專輯
- 『BUTTERFLY』